# جزر تواموتو
جزر تواموتو أو تواموتس أو أرخبيل تواموتس هي عبارة عن سلسلة من الجزر المرجانية في بولينيزيا الفرنسية كما أنها أكبر سلسلة متصلة من الجزر المرجانية أو الأتولات في العالم حيث تحتل مساحة في المحيط الهادئ ما يوازي مساحة أوروبا الغربية بكاملها.
تقع جزر تواموتو في جنوب المحيط الهادئ.
تتألف مجموعة تواموتو من 75 جزيرة صخرية وحلقات من الجزر المرجانية. تمتد الجزر إلى مسافة 1,600كم عبر المياه ذات الصخور المرجانية الغائرة الخطيرة. تغطي هذه الجزر نحو 775كم²، وعدد سكانها حوالي 12,000 نسمة. يعيش البولينيزيون على هذه الجزر ويعد اللؤلؤ ولب جوز الهند المجفف مصادر الدخل الرئيسية.

## انظر أيضًا

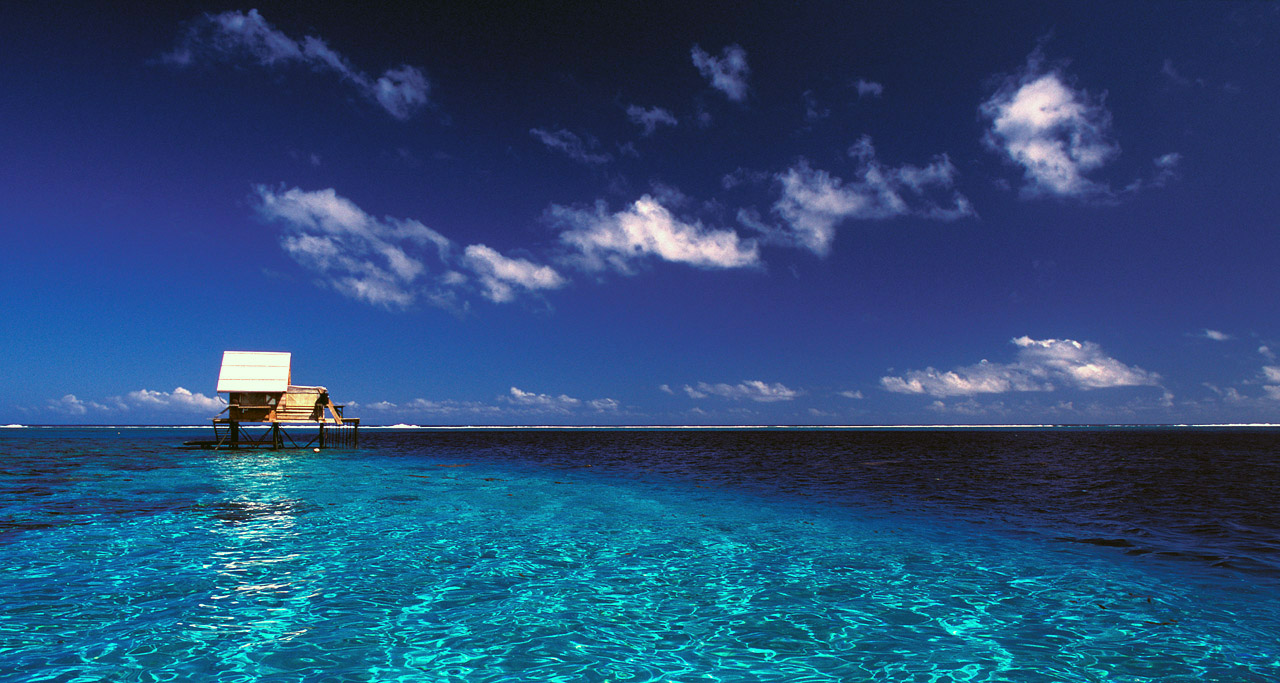
مزرعة لؤلؤ في تواموتس

## التقسيم الإداري

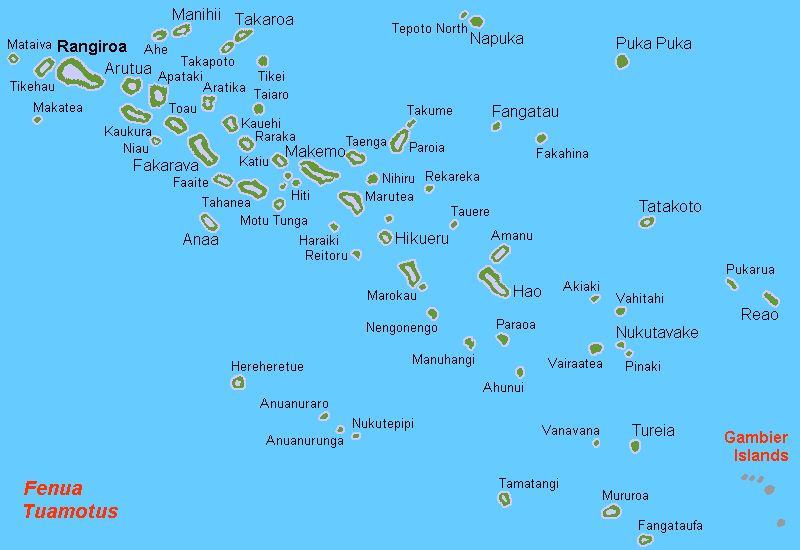
خريطة تواموتس

تتكون تواموتس من عدة تجمعات منها :
- أنا (جزيرة)
- أروتوا
- فاكارافا

## وصلات خارجية
- الموقع الرسمي لسياحة تاهيتي
- الموقع الرسمي لجغرافية الجزر
- إدارة الجزر) نسخة محفوظة 23 أكتوبر 2005 على موقع واي باك مشين.